# Миллер, Пол (учёный)
Пол Д. Миллер (англ. Paul D. Miller; род. США) — американский учёный-политолог. Профессор практики международных отношений Школы дипломатической службы Джорджтаунского университета, старший научный сотрудник-нерезидент аналитического центра Атлантический совет.

## Биография
Пол Миллер получил докторскую степень в области международных отношений в Джорджтаунском университете и степень магистра в области государственной политики в Школе государственного управления им. Джона Ф. Кеннеди Гарвардского университета. Его степень бакалавра в области политической теории также получена в Джорджтаунском университете.
С октября 2001 по октябрь 2002 года работал аналитиком разведывательной информации в армии США. С 2003 по 2007 год работал политическим аналитиком в офисе по Южной Азии в Центральном разведывательном управлении (ЦРУ). С сентября 2007 по сентябрь 2009 года занимал должность директора по Афганистану (англ. Director for Afghanistan) в аппарате Совета национальной безопасности США при президентах Джордже Буше и Бараке Обаме. Работал в штате Дугласа Люта, который служил помощником президента и заместителем советника по национальной безопасности в Ираке и Афганистане при Буше, а затем — специальным координатором по Афганистану и Пакистану при Обаме.
С августа 2010 по август 2014 года преподавал в Национальном университете обороны. С мая 2013 по июль 2014 года работал политологом в некоммерческой корпорации RAND. С июля 2014 по июль 2018 года работал заместителем директора Центра национальной безопасности Уильяма П. Клементса младшего при Техасском университете в Остине.

## Книги
Miller Paul. Just War and Ordered Liberty (англ.). — Cambridge University Press, 2021. — ISBN 9781108876544.
Miller Paul. American Power and Liberal Order: A Conservative Internationalist Grand Strategy (англ.). — Georgetown University Press, 2016. — 336 p. — ISBN 1626163421.
Miller Paul. Armed State Building: Confronting State Failure, 1898–2012 (англ.). — Cornell University Press, 2013. — 264 p. — ISBN 0801451493.
Miller Paul. Necessary War: What America Needs to Know About the War in Afghanistan (англ.). — The Cicero Press, 2012. — 108 p. — ISBN 0615691838.